# NGC 4215
NGC 4215 is een spiraalvormig sterrenstelsel in het sterrenbeeld Maagd. Het hemelobject werd op 13 april 1784 ontdekt door de Duits-Britse astronoom William Herschel.

## Synoniemen
- UGC 7281
- MCG 1-31-31
- ZWG 41.55
- ARAK 352
- VCC 166
- PGC 39251